# Laurent Sagart
Laurent Sagart (Archivo de audio "saɡaʁ" no encontrado; nacido en 1951) es un investigador principal en la unidad Centre de recherches linguistiques sur l'Asie orientale (CRLAO – UMR 8563) del Centro Nacional para la Investigación Científica de Francia (CNRS).

## Biografía
Nacido en París en 1951, obtuvo su doctorado en 1977 en la Universidad de París Diderot y su doctorat d'État en 1990 en la Universidad de Aix-Marsella 1. Sus primeros trabajos se centraron en la dialectología china. Posteriormente, dirigió su atención al chino antiguo, intentando una reconstrucción que separaba las raíces léxicas de los afijos. Su trabajo reciente, en colaboración con William H. Baxter, es una reconstrucción del chino antiguo que se basa en estudios previos y además tiene en cuenta la paleografía, distinciones fonológicas en dialectos chinos conservadores (min, hakka y waxiang) así como las capas tempranas de préstamos lingüísticos chinos en lenguas viéticas, hmong-mien y, en menor medida, kra-dai. Una reconstrucción de 4.000 caracteres chinos ha sido publicada en línea. Su libro de 2014 recibió el Premio Leonard Bloomfield de la Sociedad Lingüística de América.

## Trabajo académico

### Lenguas sino-austronesias
Sagart es conocido por su propuesta de la familia lingüística sino-austronesia. Considera que las lenguas austronesias están relacionadas con las lenguas sino-tibetanas, y también trata las lenguas tai-kadai como un grupo hermano de las lenguas malayo-polinesias dentro de la familia austronesia.

### Lenguas indoeuropeas
Laurent Sagart también ha contribuido a los estudios indoeuropeos. Coescribió una propuesta sobre cómo la capacidad de digerir leche jugó un papel importante en la expansión indoeuropea (Garnier et al. 2017), y participó en una controversia en el ámbito académico francés sobre estudios indoeuropeos (Pellard et al. 2018).

### Origen de la familia sinotibetana
Junto con numerosos investigadores como Valentin Thouzeau, Robin J. Ryder, Simon J. Greenhill, Johann-Mattis List, Guillaume Jacques y Yunfan Lai, Sagart concluyó en un estudio publicado en los Proceedings of the National Academy of Sciences of the United States of America que las lenguas sino-tibetanas se originaron entre agricultores de mijo, ubicados en el norte de China, hace aproximadamente 7.200 años.

### Publicaciones seleccionadas
- Sagart, Laurent (1982). «A List of Sung Him Tong Hakka words of dubious etymology». Cahiers de Linguistique Asie Orientale 11 (2): 69-86. ISSN 0153-3320. doi:10.3406/clao.1982.1116.
- Sagart, Laurent (1993). «Chinese and Austronesian: Evidence for a Genetic Relationship». Journal of Chinese Linguistics 21 (1): 1-63.
- Sagart, Laurent (1994). «Proto-Austronesian and Old Chinese Evidence for Sino-Austronesian». Oceanic Linguistics 33 (2): 271-308. JSTOR 3623130. doi:10.2307/3623130.
- Sagart, Laurent; Baxter, William H. (1997). «Word Formation in Old Chinese».  En Packard, Jerome L., ed. New Approaches to Chinese Word Formation. Perspectives in Analytical Linguistics 105.
- Sagart, Laurent (1999). The Roots of Old Chinese. Current Issues in Linguistic Theory 184. Amsterdam: John Benjamins Publishing.
- Sagart, Laurent (2004). «The Higher Phylogeny of Austronesian and the Position of Tai-Kadai». Oceanic Linguistics 43 (2): 411-44. S2CID 49547647. doi:10.1353/ol.2005.0012.
- Shā Jiā’ěr 沙加尔 [Laurent Sagart] and Bái Yīpíng 白一平 [William H. Baxter]. 2010. Shànggǔ Hànyǔ de N- hé m- qiánzhuì 上古汉语的 N- 和 m- 前缀. Hàn-Zàng yǔ xuébào 汉藏语学报 [Journal of Sino-Tibetan Linguistics] 4. 62–69.
- Sagart, Laurent; Baxter, William H. (2014). Old Chinese: A New Reconstruction. Oxford: Oxford University Press.
- Garnier, Romain; Sagart, Laurent; Sagot, Benoît (2017). «Milk and the Indo-Europeans».  En Robbeets, Martine; Savelyev, Alexander, eds. Language Dispersal Beyond Farming. pp. 291-311. ISBN 978-90-272-1255-9. S2CID 135078791. doi:10.1075/z.215. hdl:11858/00-001M-0000-002E-910A-0.
- Pellard, Thomas; Jacques, Guillaume; Sagart, Laurent (2018). «L'indo-européen n'est pas un mythe». Bulletin de la Société de Linguistique de Paris 113 (1): 79-102. S2CID 171874630. doi:10.2143/BSL.113.1.3285465.[12]
- Sagart, Laurent; Jacques, Guillaume; Lai, Yunfan; Ryder, Robin; Thouzeau, Valentin; Greenhill, Simon J.; List, Johann-Mattis (2019). «Dated language phylogenies shed light on the ancestry of Sino-Tibetan». Proceedings of the National Academy of Sciences of the United States of America 116 (21): 10317-10322. Bibcode:2019PNAS..11610317S. PMC 6534992. PMID 31061123. doi:10.1073/pnas.1817972116.